# Takuya Iwata
Takuya Iwata (japanisch 岩田 拓也 Iwata Takuya; * 14. Juli 1994 in Kodaira) ist ein japanischer Fußballspieler.

## Karriere
Iwata erlernte das Fußballspielen in der Jugendmannschaft vom FC Tokyo und der Universitätsmannschaft der Meiji-Universität. Seinen ersten Vertrag unterschrieb er 2017 bei Thespakusatsu Gunma. Der Verein spielte in der zweithöchsten Liga des Landes, der J2 League. Im Juli 2017 wurde er an den Drittligisten SC Sagamihara ausgeliehen. Für den Verein absolvierte er 13 Ligaspiele. 2018 kehrte er zum Drittligisten Thespakusatsu Gunma zurück. Für den Verein absolvierte er 16 Ligaspiele. 2020 wechselte er zum Tokyo United FC.